# Deidamia I
Deidamia I (in greco antico: Δηιδάμεια?, Deidámeia; Epiro, prima del 320 a.C. – Cilicia, 300 a.C.) fu una principessa epirota, figlia del re Eacide e terza moglie del re di Macedonia Demetrio I Poliorcete.

## Biografia
Figlia di Eacide, re dell'Epiro, e di sua moglie Ftia, Deidamia era la sorella di Pirro.
Quando era ancora una bambina, venne promessa in sposa da suo padre al re di Macedonia Alessandro IV, figlio di Alessandro Magno e di Rossane.
Nel 316 a.C. si trovava a Pidna col giovane re, che all'epoca aveva sette anni, quando fu assediato da Cassandro I nel corso della seconda guerra dei Diadochi. Espugnata la città, Cassandro fece uccidere Olimpiade d'Epiro, nonna di Alessandro IV e cinque anni dopo avrebbe anche eliminato il giovane re e sua madre Rossane, mentre la piccola Deidamia fu risparmiata.

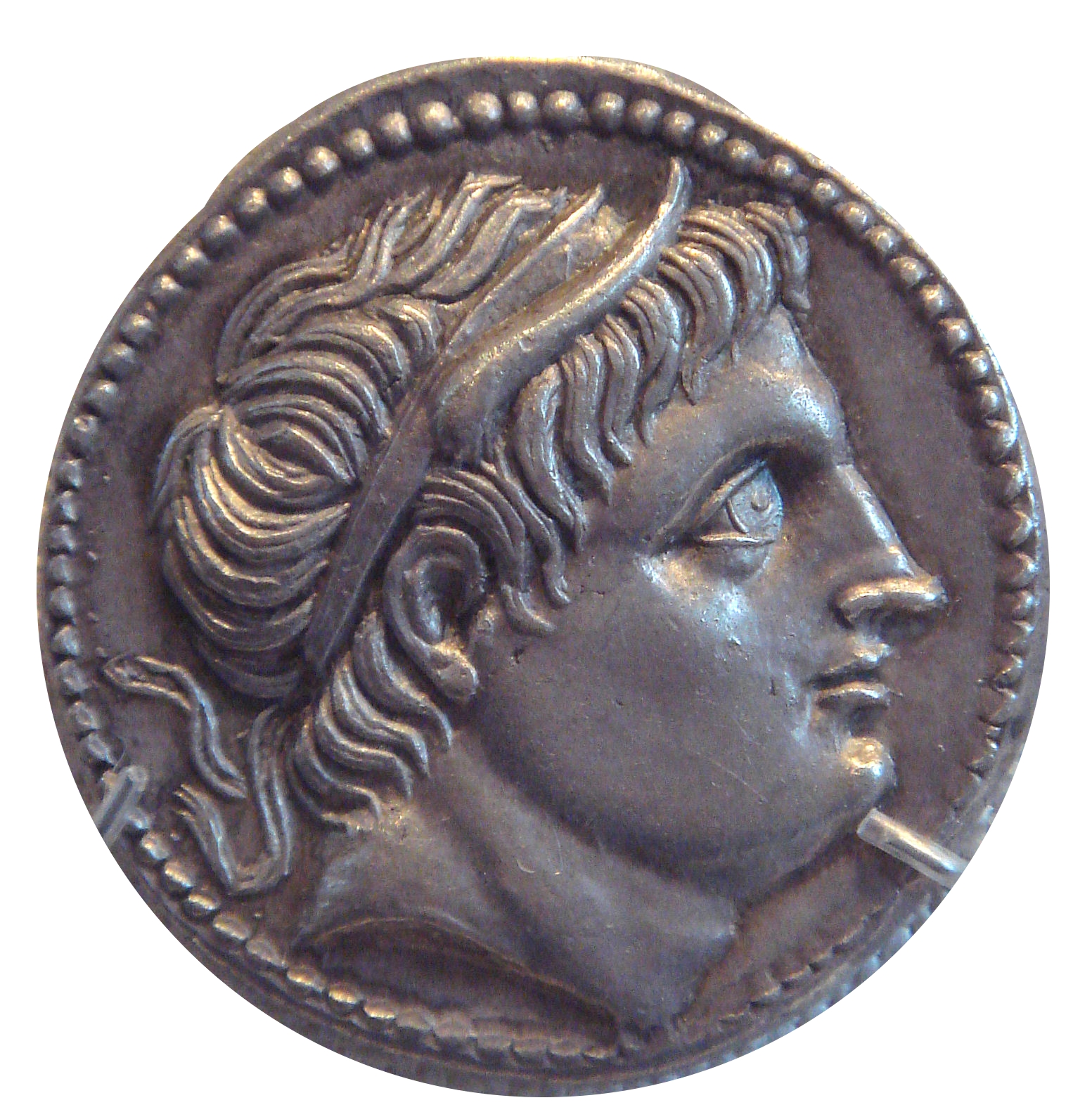
Demetrio, marito di Deidamia.

Dopo la morte di Alessandro IV, nel 303 a.C. circa, Deidamia sposò in terze nozze Demetrio I Poliorcete, futuro re di Macedonia e all'epoca intento assieme al padre Antigono I Monoftalmo ad affermare il suo potere sugli altri diadochi. Con tale matrimonio dinastico, Demetrio si assicurava l'alleanza di Pirro, fratello di Deidamia.
Quando Demetrio e il padre furono sconfitti ad Ipso (301 a.C.) dalla coalizione formata da Lisimaco, Seleuco e Plistarco, Deidamia si trovava ad Atene. Dopo la notizia della sconfitta del marito, Deidamia fu accompagnata dagli Ateniesi, pur con tutti gli onori, a Megara, da dove riparò poi in Cilicia per ricongiungersi con Demetrio. Lì morì poco tempo dopo (300 a.C.).
Lasciò a Demetrio un figlio, Alessandro, che secondo Plutarco visse e morì in Egitto, probabilmente in cattività come ostaggio.